# María Victoria Moreno Márquez
María Victoria Moreno Márquez   (Valencia de Alcántara, 1 de maig de 1939 - Pontevedra, 22 de novembre de 2005) va ser una editora, traductora, escriptora de literatura infantil i juvenil gallega i mestra de secundària galaico-extremenya. El seu text més conegut és Anagnórise (Galaxia, 1988), reeditat una vintena de vegades i traduït a diverses llengües. Alguns trets fonamentals de la seva obra són el lirisme, la conversió dels animals en protagonistes i la crítica a una educació reprimida.
L'any 2018 va ser la protagonista del Día das Letras Galegas, sent la quarta dona, després de Rosalía de Castro, Francisca Herrera Garrido i María Mariño, a rebre aquest reconeixement en la història de la celebració.

## Biografia

### Joventut
Va néixer el 1939, just un mes després de l'anunci de la fi de la guerra civil espanyola, si bé en la seva joventut afirmava que havia nascut el 1941 i així començar el batxillerat amb les noies menors que ella, doncs no va tenir opció de matricular-se abans. De la mateixa manera, també va falsejar la seva edat en començar els estudis universitaris. És per això que algunes fonts assenyalen 1941 com l'any de naixement de l'autora.
Era filla de Vicente Moreno Moreno, natural de Lagartera (Toledo), que durant la guerra civil espanyola va ser destinat a Valencia de Alcántara; i Sara Márquez Bueno, mestra malaguenya que vivia amb el seu germà al mateix poble. El matrimoni va tenir quatre fills: María Victoria va ser la primogènita, Sara (setembre de 1940), Antonio (maig de 1942) i Rafael (desembre de 1943).
Vicente Moreno va ser destinat el 1943 a Segòvia, com a administrador de la presó provincial, morint l'any 1949 de tuberculosi. La família va traslladar-se a la localitat segoviana de Sepúlveda, on la mare va exercir de mestra. El 1951, María Victoria va aconseguir una beca d'estudis i va anar a cursar el batxillerat a Barcelona, d'interna al col·legi Virgen de la Immaculada de la Secció Femenina de la Falange. Allà va aprendre català (prohibit a les aules) i francès, i va descobrir la literatura, llegint per primer cop El Quixot, de Cervantes i El petit príncep, de Saint-Exupéry, que es convertirien en les seves obres favorites. Als estius tornava a Segòvia.
De 1958 a 1963 va estudiar la carrera de Filosofia i Lletres (secció de Filologia Romànica) a la Universitat Central de Madrid (avui Universitat Complutense), on va tenir de professors a Rafael Lapesa, Dámaso Alonso, Carlos Bousoño i Rafael de Balbín. Allà va conèixer el valencià José Luis Llàcer Zarzoso, cec des dels tres anys d'edat i deu anys major que ella, amb qui es va casar el 6 de juliol de 1963, en acabar la carrera. Aquell mateix any es van traslladar a Pontevedra, doncs Llàcer havia estat contractat com a professor en un col·legi de l'ONCE.

### A Galícia
A Pontevedra, Moreno va estar donant classes com a professora interina durant dos anys a l'Institut Femení (avui IES Valle Inclán), el primer curs com a professora de llatí i el segon de francès. El 1965 va aprovar les oposicions i va escollir destinació a l'Institut Masculí de Lugo (avui IES Lucus Augusti), com a professora titular de Llengua i Literatura espanyoles, on s'hi va estar dos anys més i va tenir de companys al matrimoni de Xesús Alonso Montero i Emília Pimentel Iglesias, amb els què va teixir una gran amistat. Un dels seus alumnes en aquest col·legi va ser Xesús Abade Paredes.

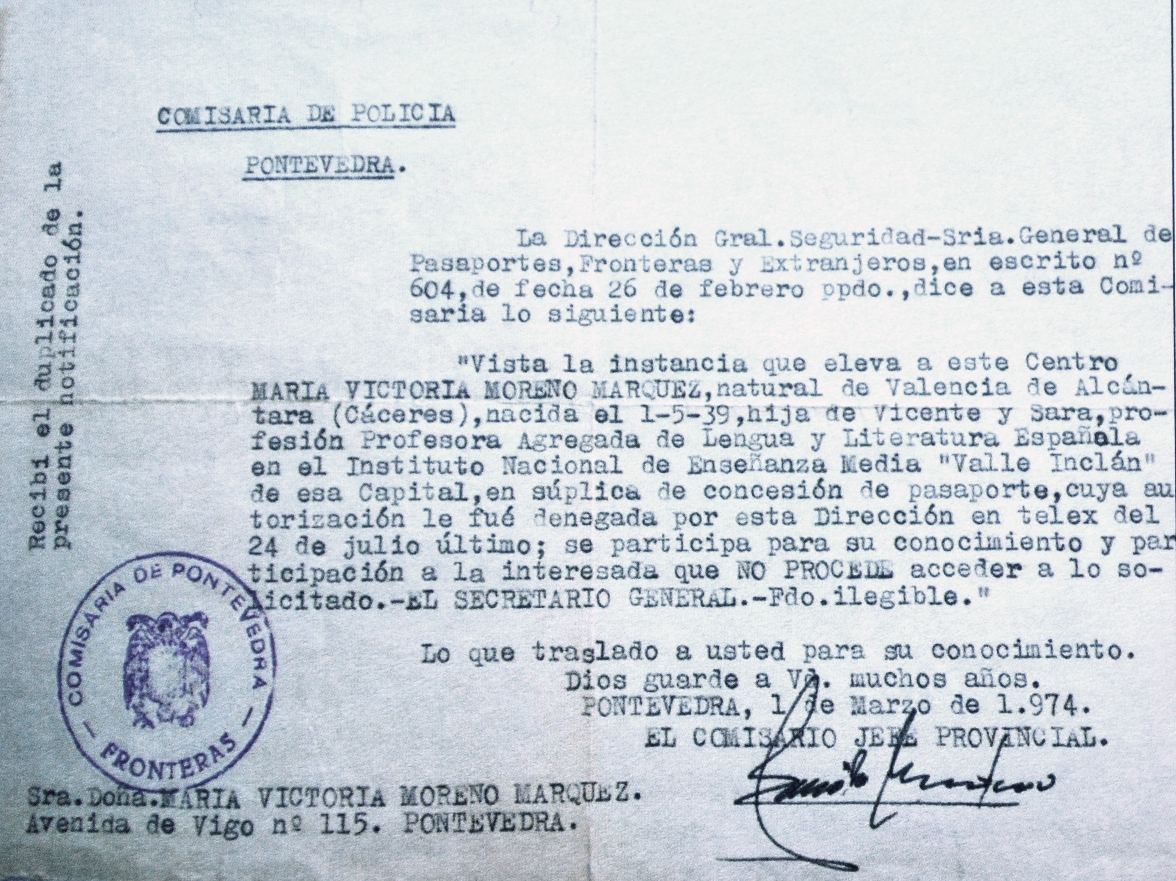
Comunicat de la denegació d'autorització per a la concessió de passaport.

Va tornar a l'Institut Femení de Pontevedra el 1967, com a professora de llengua castellana. Entre els alumnes que va tenir hi havia Rosario Álvarez Blanco. El 1969 va escriure Alcores de Donalvar, novel·la en castellà finalista al Premi Café Gijón. El maig de 1973 va ser cofundadora, amb vuit socis més (entre els quals, Margariña Valderrama, Alfredo Conde i el seu marit) de la llibreria Xuntanza. Al local es podien trobar obres de Castelao, que en aquella època encara es trobaven prohibides per la censura. El negoci va tancar l'any 1976.

Tot i que durant la dictadura franquista no s'ensenyava la llengua gallega, María Victoria dedicava part de les classes de literatura espanyola dels divendres a ensenyar literatura gallega. Va participar activament en la vida cultural i política de Pontevedra i de Galícia. La seva fascinació per Galícia i per la seva llengua hi van provocar un lliurament absolut a la defensa i promoció del gallec. El juliol de 1973 li va ser denegat el passaport per la policia del règim per impartir classes de gallec a Pontevedra i Vilagarcía de Arousa, uns cursos organitzats per l'Ateneu d'Ourense. El 1975 el matrimoni va completar el procés d'adopció dels seus fills, els germans Begoña i Carlos Alberto, que havien iniciat dos anys abans.

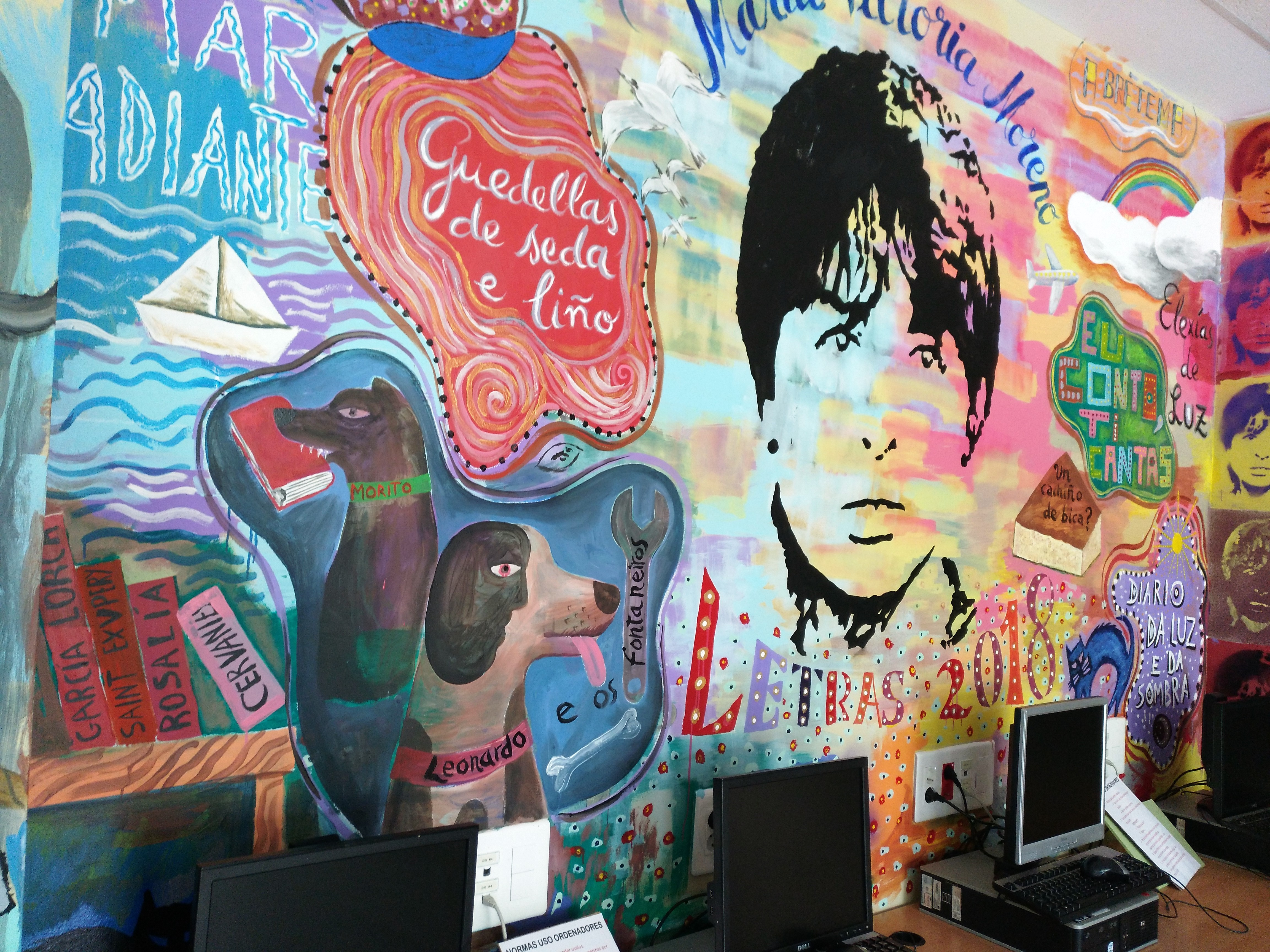
Mural a l'IES G. Torrente Ballester.

Va aconseguir, per concurs de mèrits, la plaça de catedràtica el 1979. Va passar per col·legis de Ribadavia i Sanxenxo —durant la seva estada de quatre anys en el municipi costaner, començaria a escriure la novel·la Anagnórise—; abans de tornar el 1990 a Pontevedra, al Colegio Mixto nº 5 (actual IES G. Torrente Ballester), on s'acabaria jubilant el 2002. Als anys vuitanta va haver de sol·licitar l'excedència per raons familiars, i així poder cuidar de la seva mare, Sara.

El 1996 van morir el marit i la mare. Un any més tard, Moreno va ser diagnosticada de càncer de mama. El cubà Pedro Ferriol va ser el seu company sentimental durant els tres últims anys de vida de l'escriptora. La relació va començar de manera epistolar, després que ell llegís Leonardo y los fontaneros. Es van casar el maig de 2003 pel civil a l'Havana i el 2004 van repetir la cerimònia a l'església pontevedresa de Campolongo. Maria Victoria Moreno va morir a l'Hospital Provincial de Pontevedra, als 66 anys d'edat, passades les nou del matí del 22 de novembre de 2005, víctima del càncer.

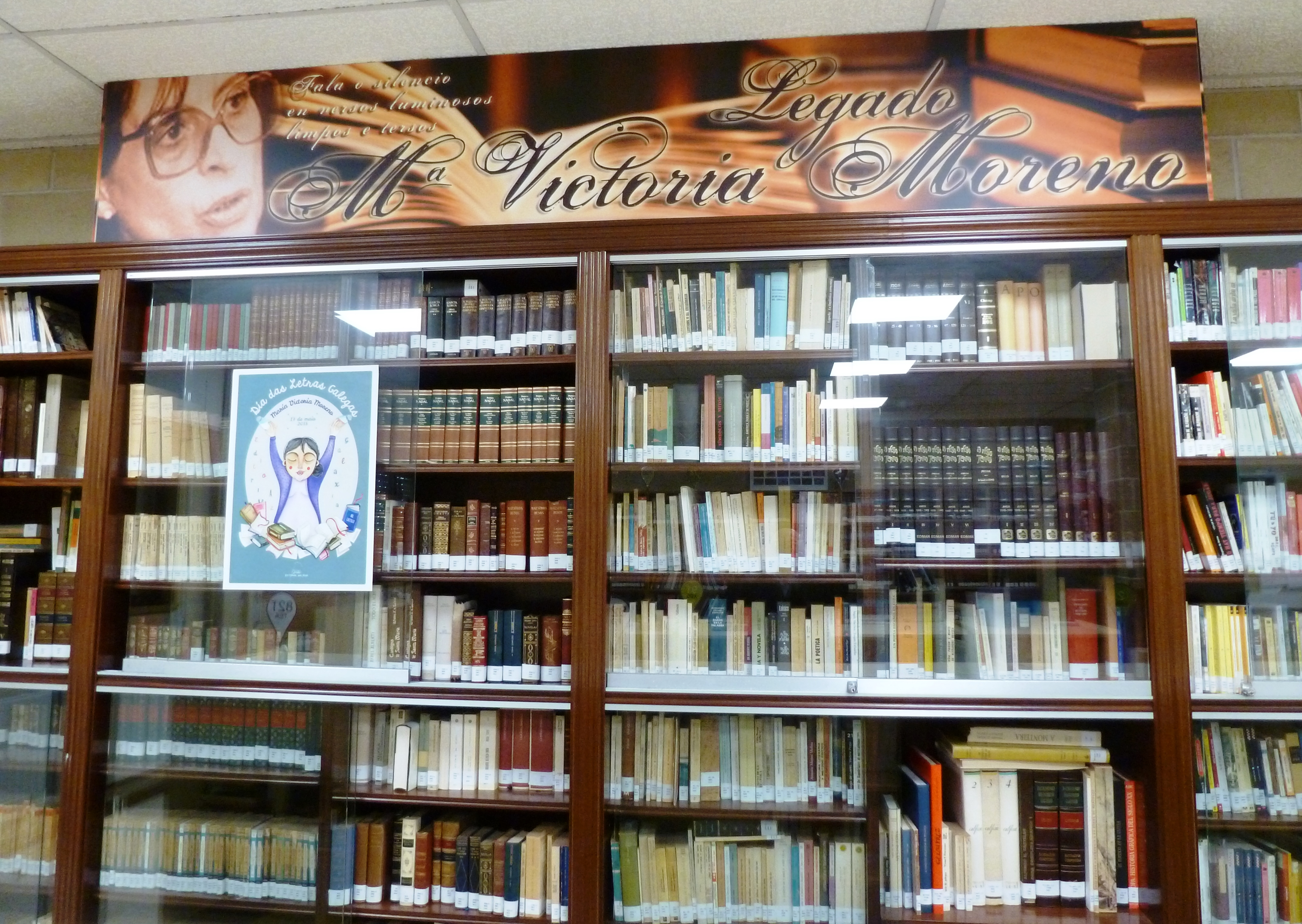
Biblioteca M. Victoria Moreno, a l'IES G. Torrente Ballester.

A més de novel·les i contes, va escriure obres d'assaig, va col·laborar en llibres de text i va dirigir, junt amb Antonio García Teijeiro i David Otero, la col·lecció Árbore de literatura infantil de l'editorial Galaxia. La seva biblioteca personal, de 5.009 volums, incloses diverses edicions i uns 150 estudis d'El Quixot, va ser donada a l'IES Gonzalo Torrente Ballester.

## Obra
María Victoria Moreno va ser una de les pioneres de la literatura infantil i juvenil en gallec. El seu primer llibre en aquest idioma va ser Mar adiante, que estava il·lustrat per ella mateixa. En aquest es troba el conte Crarisca i Luceiro. En aquesta obra defensa una altra manera d'entendre l'escola, basada en el contacte amb la natura, en el respecte, en l'alegria d'aprendre i en l'afecte.
La seva obra O cataventos va ser publicada el 1979, després d'emportar-se el primer premi del concurs de contes infantils "O Facho" de 1975. El 1983 publica un altre llibre, A festa no faiado; i més endavant, el 1986, publica Leonardo e os fontaneiros. Tant en aquesta obra com a E haberá tirón de orellas?  (1997) mostra el seu gran amor pels animals. Els animals també són protagonistes en altres contes seus, com Can branco, can negro i Un cachiño de bica?, publicats el 2005 al llibre Eu conto, ti cantas....
A mitjans dels anys 80, va publicar diversos llibres de text sobre llengua i literatura gallega, juntament amb Xesús Abade i Luís Alonso Girgado, per tal de cobrir la demanda que va aparèixer en aquella època, quan es van reimplantar la matèria a les escoles. El 1988 es publica la que va ser la seva obra més reconeguda, el best-seller Anagnórise, que va ser inclosa a la llista d'honor de l'IBBY el 1990. Amb el llibre Guedellas de seda e liño (1999) aconseguiria un altre reconeixement, o bé aconseguir entrar a la prestigiosa llista internacional White Ravens de la  Internationale Jugendbibliothek de Múnic, demostrant de nou la seva capacitat per a connectar amb la joventut.
Va publicar alguns anys més tard, el 2004, un llibre per a públic adult, Diario da luz e a sombra, parlant de la seva experiència amb la malaltia que patia, el càncer de mama. L'últim llibre que va arribar a veure publicat, el 2005, va ser Eu conto, ti cantas..., de nou una obra per al públic infantil, en aquest cas en vers i amb animals de protagonistes. L'any 2009 es va publicar el llibre pòstum Onde o aire non era brisa, traducció de Xavier Senín del primer llibre que havia escrit en castellà, Alcores de Donalvar.
També va fer traduccions, com la del català al gallec del llibre Mecanoscrit del segon origen de Manuel de Pedrolo, o del gallec a l'espanyol de les obres contingudes a Os novísimos da poesía galega.

## Reconeixements

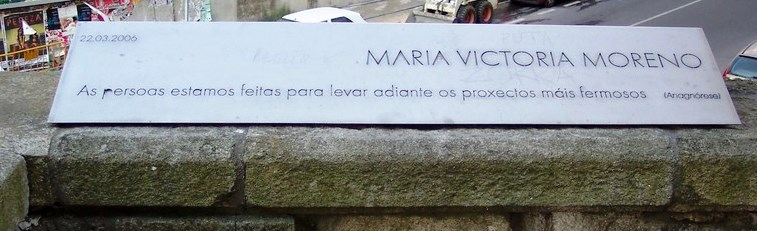
Placa instal·lada el 2006 a Pontevedra: "La gent està feta per tirar endavant els projectes més bonics".

Se li va atorgar la menció d'honor, a títol pòstum, del premi Xoán Manuel Pintos de l'Ajuntament de Pontevedra, l'any 2005. Va ser l'autora homenatjada a títol pòstum a la VII edició del Saló del Llibre Infantil de Pontevedra l'any 2006, aquell mateix any l'ajuntament va instal·lar una placa commemorativa al carrer on va viure.
El 2015, va ser la personalitat homenatjada en el Dia de les Gallegues a les Lletres. El 2017, després d'una proposta de Xesús Alonso Montero, Margarita Ledo Andión, Anton Santamarina, Rosario Álvarez Blanco, Ramón Lorenzo i Luz Pozo Garza, va ser escollida pels membres de la Real Academia Galega per ser la personalitat homenatjada en el Dia de les Lletres Gallegues corresponent a l'any 2018. Els altres candidats van ser Ricardo Carballo Calero, Plácido Ramón Castro del Río, Antón Fraguas Fraguas i Eusebio Lorenzo Baleirón.
El març de 2018, l'Ajuntament de Pontevedra va acordar per unanimitat alterar el nom de l'avinguda de Fernández Ladreda pel de María Victoria Moreno, mesura que es va fer efectiva el 27 d'abril de 2018 en un acte presidit per l'alcalde Miguel Anxo Fernández Lores i amb la presència de la família de l'autora i diferents representants institucionals com Victor F. Freixanes o Fina Casalderrey. L'1 de maig es va col·locar a l'Avinguda de Vigo, on residia. En el mateix any, l'Ajuntament i l'editorial Urco van crear el Premi María Victoria Moreno de Literatura Juvenil.